# Selva (comarca)
La Selva es una comarca española, situada mayoritariamente en la provincia de Gerona, Cataluña, salvo el municipio de Fogás de Tordera, que pertenece a la provincia de Barcelona.
Limita al norte con las comarcas de La Garrocha, Gironés y Bajo Ampurdán, al sureste con el mar Mediterráneo, al sur con el Maresme y el Vallés Oriental y al oeste con Osona. La capital de la comarca es Santa Coloma de Farnés y el municipio más poblado es Blanes.

## Geografía
La comarca de la Selva corta las diversas unidades de relieve que componen las cordilleras costeras catalanas: cordillera Litoral, depresión Prelitoral y cordillera Prelitoral. El extremo norte de la comarca pertenece a la franja de contacto mal definida entre los Pirineos, las cordilleras costeras y la depresión Central, llamada cordillera Transversal. En la Selva se incluye la mitad de la llanura litoral del delta del Tordera. El Tordera, en su último tramo, hace de límite entre la Selva y el Maresme.
El sector selvatano de la cordillera Litoral comprende la Sierra de la Marina y la sierra de la Ardenya, un conjunto de cerros poco elevados, pero que constituyen una auténtica barrera entre la costa y la llanura interior del fondo de la depresión de la Selva. La llanura litoral y aluvial del Tordera separa los dos conjuntos. Al norte del Tordera destaca el Puig de les Cadiretes (512,1 m) y el monte Ventoso (419 m), ambos en el límite del Gironés, el Montbarbat (311 m) y la colina Rosell (341 m). Al sur está el extremo septentrional de la sierra del Montnegre con el Montgrós (442 m) como principal pico, en el límite entre el Maresme y el Vallés Oriental. Estas sierras terminan en el mar formando acantilados, que en general son abruptos, aunque hay bellos al norte de Blanes, con calas como la de San Francisco. En todas estas montañas dominan las rocas graníticas.

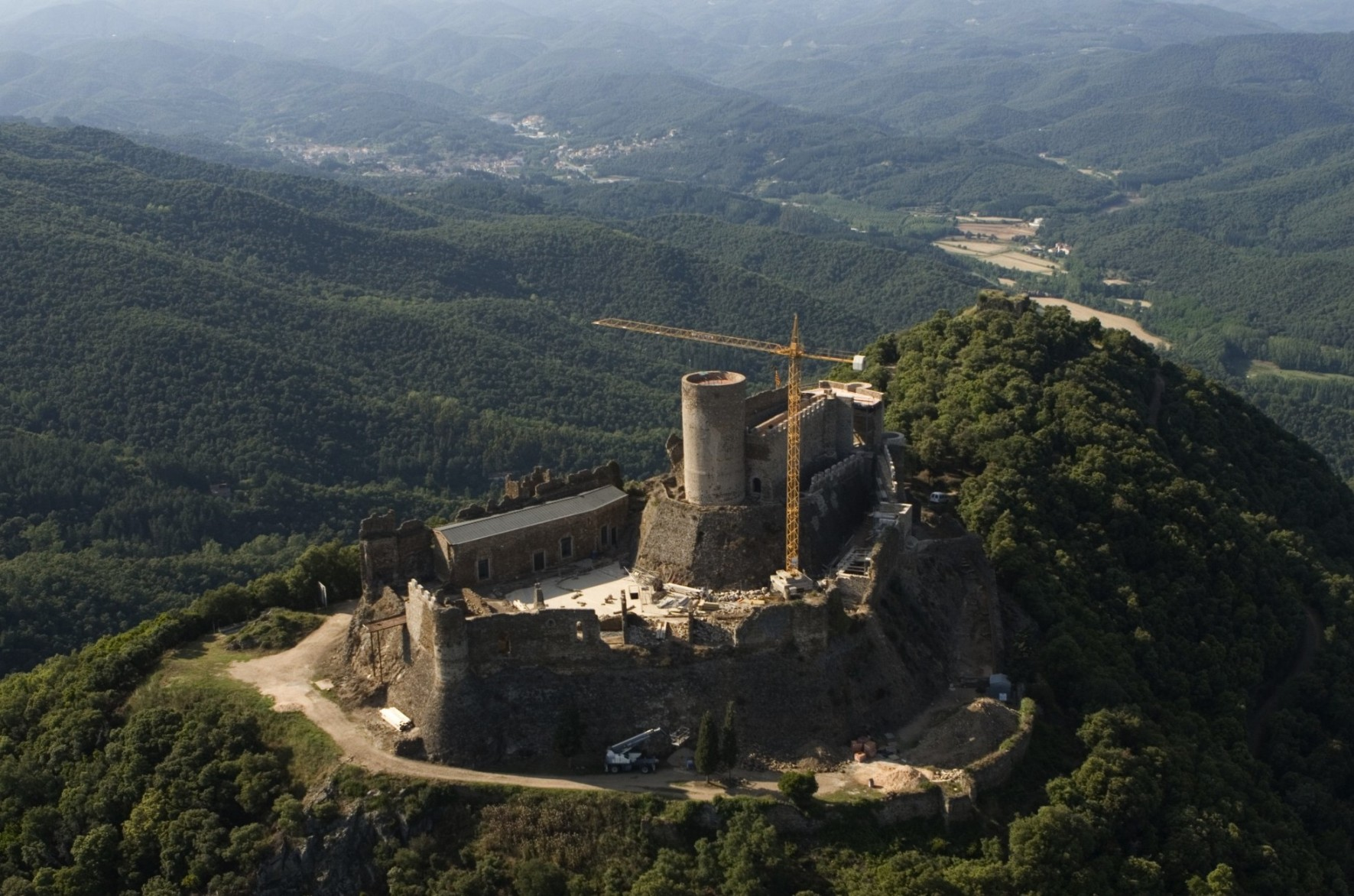
El castillo de Montsoriu, en Arbucias, está situado en uno de los relieves más vistosos de la Selva. Se divisa desde muchos puntos geográficos tanto de la Selva como del Vallés Oriental.

El sector de la depresión Prelitoral es bastante ancho, muy diferente de la que se ha formado en el Vallés y el Panadés. La llanura es atravesada por el río Tordera y algunos de sus afluentes, como el arroyo de Arbucias y el de Santa Coloma. Este sector es conocido como la depresión de la Selva, que se adentra hasta Santa Coloma de Farnés. Hay sectores muy planos donde las aguas fluyen espontáneamente con dificultades, lo que ha provocado que se formaran lagos, como los de Sils. Al fondo de la depresión, así como en algunas montañas de su entorno, hay sectores con materiales volcánicos, y algunas fuentes termales, como las de Caldas de Malavella y Santa Coloma de Farnés.
El sector de la cordillera Prelitoral corresponde a la parte septentrional y la más elevada de esta cordillera. Comprende parte del Montseny Llas Agudas, 1706 m) y de las Guillerías (San Miguel de Solterra, 1204 m; San Benito, 1147 m; San Gregorio, 1088 m). En general son relieves con vertientes suaves. En uno de estos altiplanos se encuentra San Hilario Sacalm. El mismo nombre de Sacalm expresa la existencia de una calma o relieve plano. En todo este sector de la cordillera Prelitoral dominan los granitos, excepto en la cima de Las Agudas.
En el extremo septentrional hay unas sierras incluidas en la llamada cordillera Transversal donde dominan las rocas calizas. En el relieve destacan largos riscos que se alzan sobre el valle del Ter. El acantilado del Far (1123 m) es el más espectacular. Más allá está la Osona y La Garrocha.

## Economía

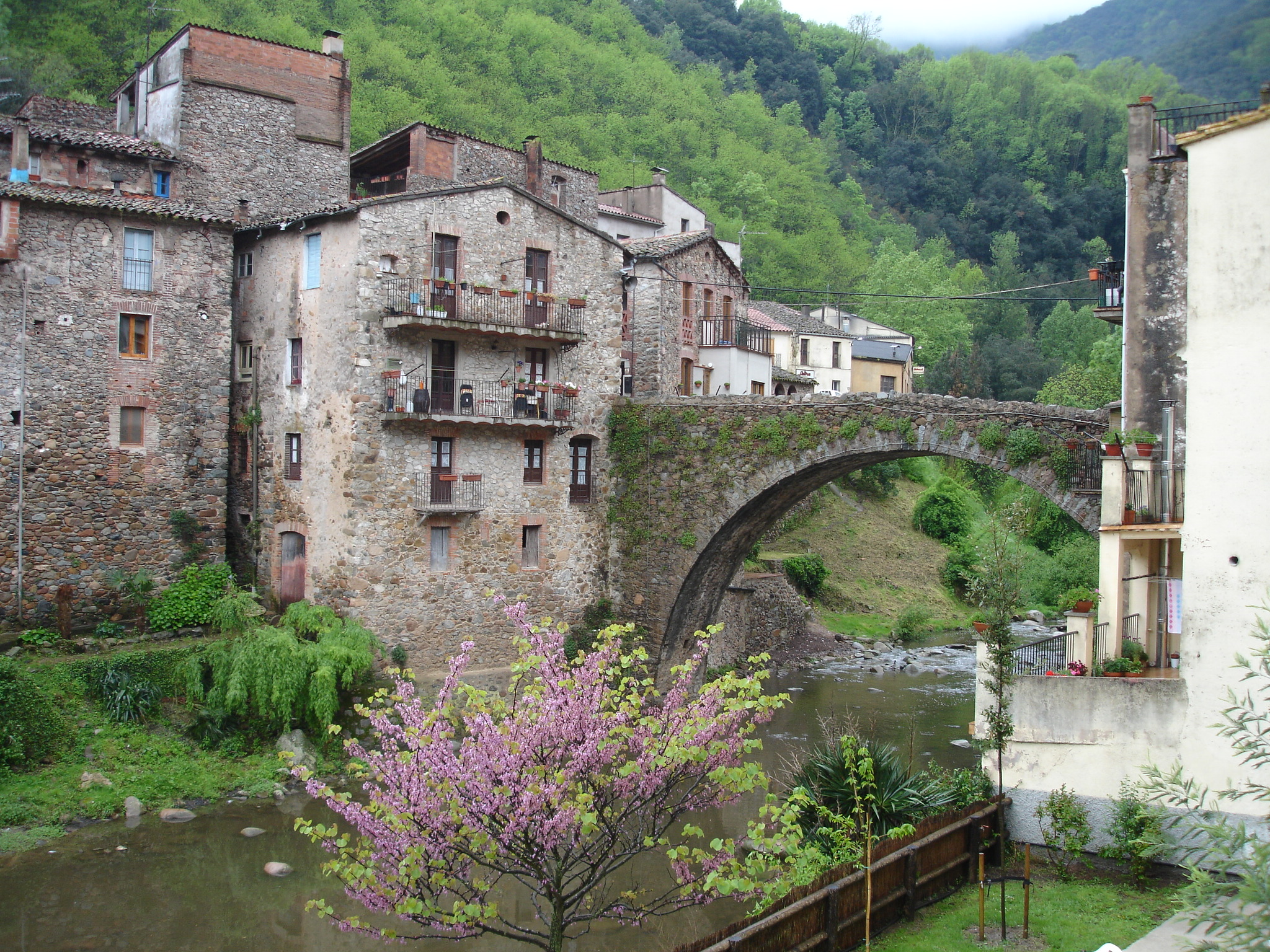
Osor.

La Selva es una de las comarcas con más trabajadores dedicados a tareas forestales. El bosque ocupa el 65% de la superficie comarcal. Hasta las primeras décadas del siglo XX la recogida y transformación del corcho, así como la explotación del castaño ocupaban a mucha mano de obra, actualmente menos.
La extracción del corcho se hace entre los meses de mayo y septiembre, en el momento preciso en que la savia da más facilidades para poder separar la corteza del resto del tronco en toda su extensión. La primera vez que se recoge, se obtiene un corcho llamado bornizo, empleado para aglomerados, material de aislamiento, u otros usos diversos, como los adornos del belén. En las recogidas sucesivas se obtiene un corcho más fino, sobre todo a partir de la tercera recogida, apta para fabricar tapones.
Algunas castaños eran cortados para hacer cestas cada 4-6 años. Se obtenían trozos de 4-5 metros de largo por 5-6 cm de espesor, que se partían longitudinalmente en dos, a veces en tres o cuatro trozos. Con ellos se formaban unos cestas aptas para la preparación de embalaje de productos líquidos o sólidos. Las cestas se hacían de astillas de castaño, juntados y ligados en forma redonda. Ahora las cestas tienen poca utilidad, ya que han sido sustituidas por nuevos productos, como los embalajes plásticos. Por ello, buena parte de los castañares son explotadas para hacer perchas cada 15 o 20 años. Las perchas antes eran empleadas para construir barricas, ahora para ebanistería o como carcasas y vallas para el sector de la construcción.

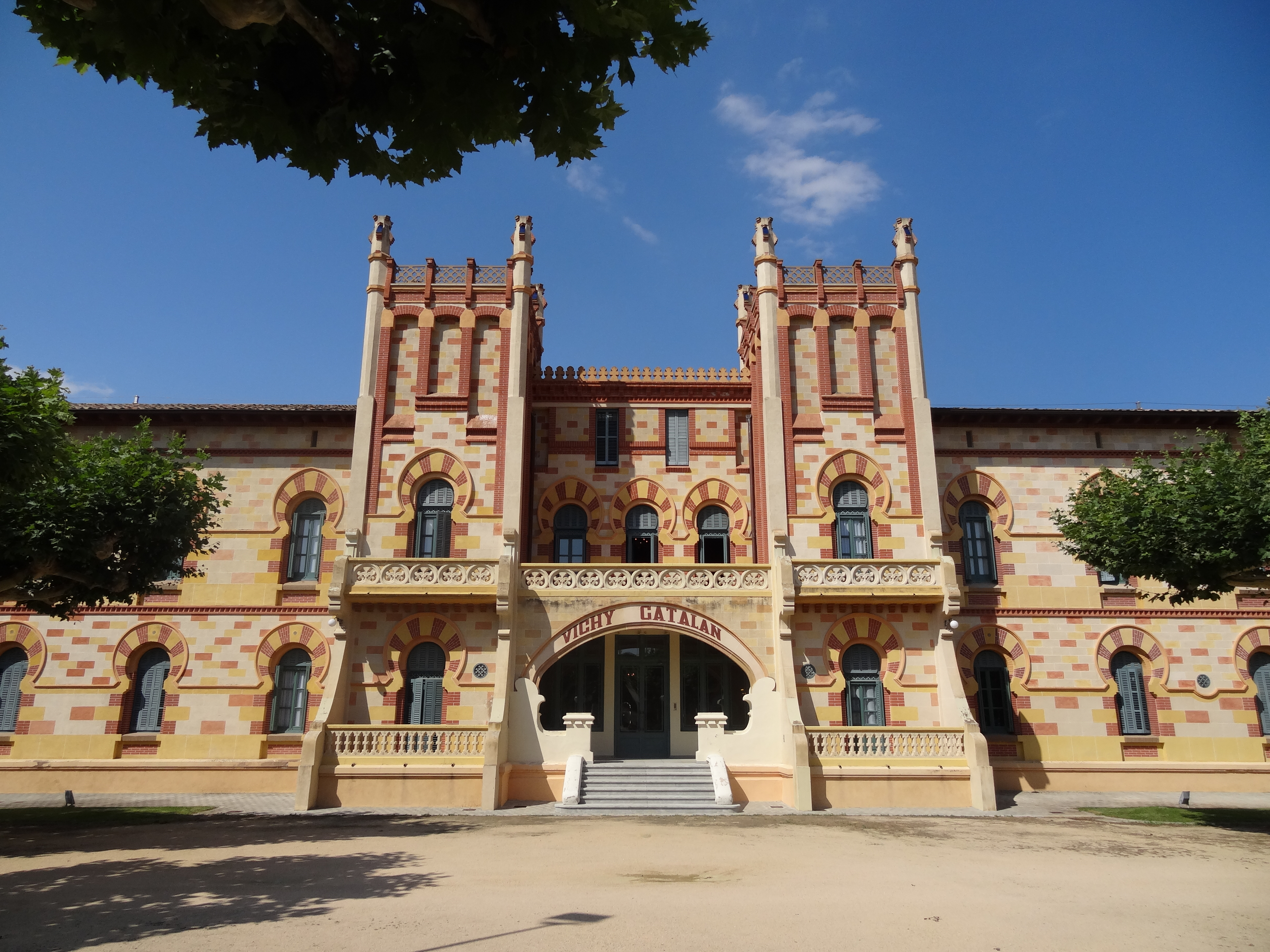
Balneario en Caldas de Malavella.

Solamente el 12% de la superficie de la Selva está dedicada al cultivo, del que una cuarta parte es regadío. Una parte importante de la agricultura está ligada a la ganadería, sobre todo bovina. Abundan los forrajes (maíz, alfalfa, raigrás, etc.) y los cereales para grano (maíz, cebada, trigo, etc.). En la llanura deltaica del río Tordera hay un área de huertas (judías verdes, habas, coles, lechugas, tomates, etc). Destacan también dos tipos de árboles frutales: manzanos en las tierras regadas y avellanas en el secano. Estos últimos sobre todo en Bruñola y en su entorno.
La industria es el sector económico que ocupa más gente. Hay una industria bien diversificada y dispersa. El sector textil destaca sobre todas las demás. Inicialmente hubo dos áreas textiles, una en el entorno del Ter, en Anglés, Amer y Bonmatí, en que se trabajada el algodón y el género de punto, y la otra en Blanes, que destacaba en fibras artificiales. Actualmente, encontramos industrias textiles en Santa Coloma de Farnés, Hostalrich, Caldas de Malavella, Massanas y Arbucias, deticadas al género de punto, confección, tejidos de seda y fibras.
Sigue en importancia el sector químico, en especial en el valle de Tordera, con municipios como Breda, Hostalrich, Fogás de Tordera y Blanes. A pesar de haber pasado por crisis, es una industria en expansión.
La construcción ha sido favorecida por el turismo y la industrialización. Hasta el 2008 ocupaba a bastante mano de obra, tanto en la costa como en la llanura.

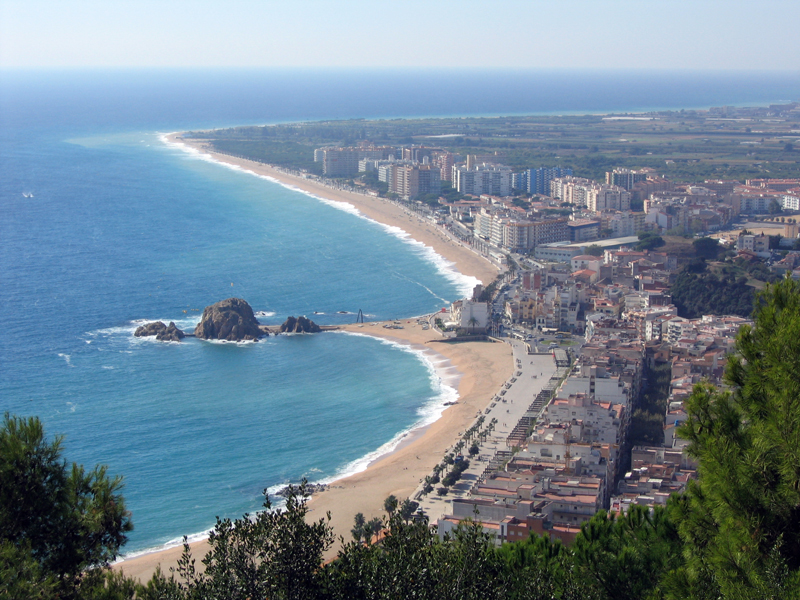
Playa de Blanes.

El sector de la madera es notable, a pesar de la fuerte decadencia del corcho y los castaños. Hay aserraderos en Santa Coloma de Farnés, industrias de tornería en San Hilario Sacalm, muebles en La Cellera de Ter y pasta de papel en Breda. Santa Coloma de Farnés se ha convertido en uno de los principales centros forestales de Cataluña, con numerosas industrias de transformación de productos forestales.
Otras industrias presentes son la alimentaria, la metalúrgica, la energética y la de los materiales para la construcción. En la alimentaria destacan la cerveza, en Breda, productos lácteos, en Vidreras, pastas y galletas, en Riudarenas y Santa Coloma de Farnés, o embutidos y matadero, en Riudellots. En este grupo hay que incluir la industria envasadora de aguas minerales, localizada en Caldas de Malavella, Amer, San Hilario Sacalm y Arbucias. Es una industria en expansión por la gran demanda que hay de agua mineral embotellada, derivada de la mala calidad del agua corriente de la zona.
El turismo hizo cambiar radicalmente la vida y el paisaje de los pueblos costeros y de su entorno. No solo han crecido los núcleos principales, sino que en su entorno se instalaron hoteles, bloques de apartamentos, campings y otros numerosos servicios, como parques de atracciones y salas de fiesta. Además, los cerros, y no solo los cercanos a la costa, han sido ocupados por urbanizaciones destinadas a residencia secundaria, especialmente de gente que vive en el área metropolitana de Barcelona. En el interior se mantiene un turismo más selecto, que gusta más del ambiente de montaña, como en Arbucias o San Hilario Sacalm, o en relación con los tradicionales balnearios de aguas termales, en Caldas de Malavella y Santa Coloma de Farnés.

## Población

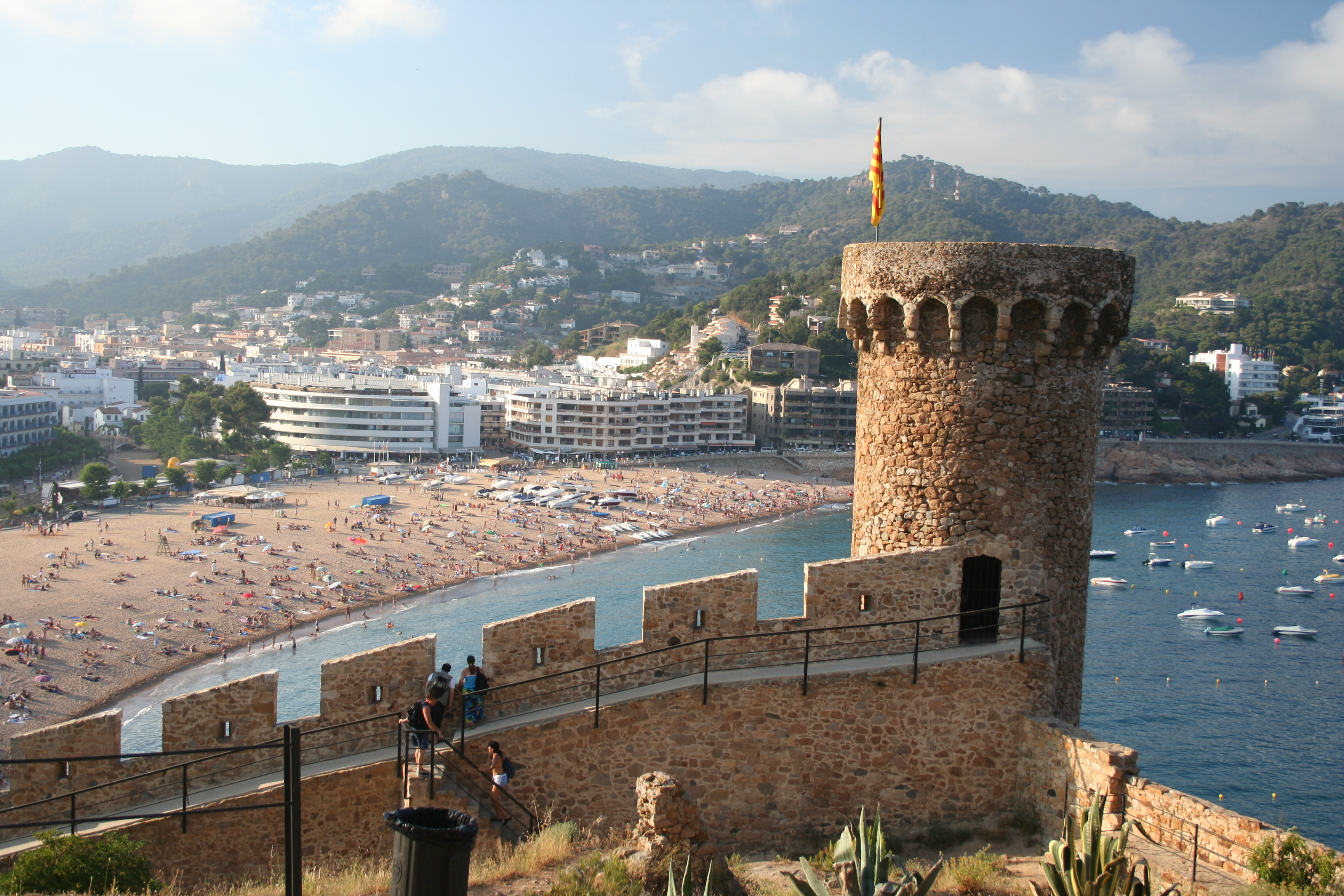
Tosa de Mar.

La Selva ha sido una comarca que ha sufrido fuertes transformaciones en las actividades económicas en los últimos dos siglos, lo que ha provocado cambios notables en la distribución y composición de la población y su hábitat. Hasta mediados del siglo XIX la Selva era una comarca con una fuerte actividad agrícola y forestal. La población pasaba de los cincuenta mil habitantes en el censo de 1857. Dos poblaciones, Santa Coloma de Farnés y Lloret de Mar pasaban los cuatro mil habitantes, y una, Blanes, de los cinco mil. Junto a núcleos muy importantes, había un poblamiento disperso notable en masías, tanto en el llano, como en la montaña. Este primer censo corresponde seguramente al momento con más población dispersa en la Selva, con casas habitadas hasta en lugares elevados poco productivos del Montseny y las Guillerías.
La gráfica de la evolución de la población muestra cómo hasta 1960 la población no varía mucho en el conjunto de la comarca. Hay un descenso lento pero constante desde 1860 hasta 1900. Mucha gente del campo emigra hacia Barcelona o tierras más lejanas. Es una disminución que se nota en casi todos los municipios.

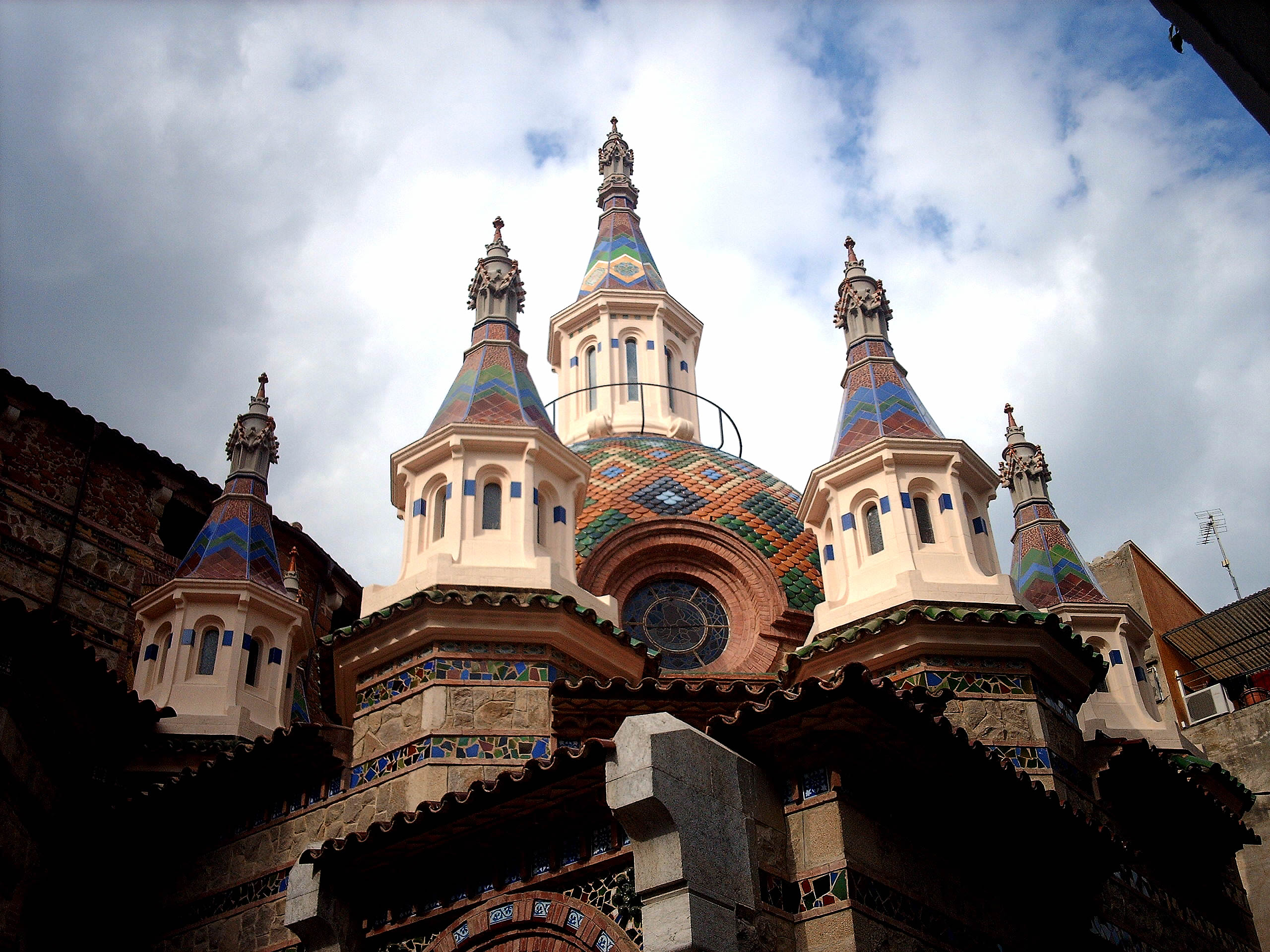
Iglesia de San Román de Lloret de Mar.

A partir de 1900 la población total aumenta, aunque muy lentamente, por lo que el número de habitantes censados en 1857 es prácticamente el mismo que en 1950. La tendencia de aumento es bastante generalizada, solo algunos municipios muestran una clara tendencia a perder población, como Bruñola y Susqueda. La crisis del campo y la del corcho se deja notar, en parte compensada con la instalación de nuevas industrias, en especial textiles.
El cambio demográfico fuerte tiene lugar a partir de la década de 1950. Por un lado, se produce un abandono de las masías de la montaña y, por tanto, también muchas tierras. Por otro lado, en la llanura instalan numerosas industrias que requieren mucha mano de obra. Finalmente, el turismo se presenta de manera repentina y casi brutal en los municipios costeros, como Tosa de Mar, Lloret de Mar y Blanes.
La gente no solo no se va de los pueblos, o se va de la montaña a los pueblos, sino que mucha gente, proveniente sobre todo del sur de España, se instala en la Selva. La población crece mucho en los municipios costeros. El aumento es considerable en los pueblos de la llanura con industrias. En cambio, los municipios de montaña pierden mucha población, excepto San Hilario Sacalm y Arbucias. Estos dos municipios han visto como las masías de sus términos municipales se abandonaban, pero el núcleo de población se agrandaba gracias a la existencia de pequeñas industrias y el turismo. El total comarcal casi se dobla en treinta años.
La tendencia es que continúe el aumento de población, a pesar de que la actividad turística no progrese demasiado. La razón de esta tendencia es que continúa el proceso de industrialización que se observa en la llanura, en especial en el valle del Tordera, donde se han instalado numerosas industrias, especialmente químicas y textiles.
| Municipio                                        | Población (2016) | Municipio                                                     | Población (2016) |
| ------------------------------------------------ | ---------------- | ------------------------------------------------------------- | ---------------- |
| Amer                                             | 2260             | Anglés (Anglès)                                               | 5473             |
| Arbucias (Arbúcies)                              | 6380             | Blanes                                                        | 39 060           |
| Breda                                            | 3722             | Bruñola (Brunyola)                                            | 375              |
| Caldas de Malavella (Caldes de Malavella)        | 7220             | La Sellera de Ter (La Cellera de Ter)                         | 2054             |
| Fogás de Tordera (Fogars de la Selva)            | 1452             | Hostalrich (Hostalric)                                        | 4058             |
| Lloret de Mar                                    | 37 042           | Massanas (Massanes)                                           | 742              |
| Massanet de la Selva (Maçanet de la Selva)       | 6819             | Osor                                                          | 434              |
| Riells y Viabrea                                 | 3927             | Riudarenas (Riudarenes)                                       | 2120             |
| Riudellots de la Selva                           | 2024             | San Felíu de Buxalleu (Sant Feliu de Buixalleu)               | 799              |
| San Hilario Sacalm (Sant Hilari Sacalm)          | 5570             | San Julián del Llor y Bonmatí (Sant Julià del Llor i Bonmatí) | 1282             |
| Santa Coloma de Farnés (Santa Coloma de Farners) | 12 583           | Sils                                                          | 5910             |
| Susqueda                                         | 95               | Tosa de Mar (Tossa de Mar)                                    | 5498             |
| Vidreras (Vidreres)                              | 7632             | Viloví de Oñar (Vilobí d’Onyar)                               | 3163             |

## Enlaces relacionados
- Wikimedia Commons alberga una categoría multimedia sobre Selva.
- Consejo Comarcal de La Selva
- Portal de turismo de La Selva

- Datos: Q12778
- Multimedia: Selva (Catalonia) / Q12778